# Wacław Berent
Wacław Berent (28. září 1873, Varšava – 19. nebo 22.? listopad 1940, tamtéž) byl polský spisovatel konce 19. a začátku 20. století. Spolu s Władysławem Reymontem představoval realistické křídlo spisovatelů hnutí Mladé Polsko (Młoda Polska).

## Život
Narodil se ve varšavské měšťanské rodině. Absolvoval soukromé gymnázium Wojciecha Górskiego ve Varšavě. Pak studoval přírodní vědy v Curychu a v Mnichově a studia zakončil v roce 1896 doktorátem v oboru ichtyologie. Vedle toho se zabýval sociologií, filosofií, historií a literaturou. Po ukončení studií cestoval po Evropě (Francie, Německo, Rakousko, Itálie). Ovládal několik jazyků: ruštinu, němčinu, francouzštinu, dále italštinu, angličtinu a středověkou latinu. krátce pracoval v Krakově. Stal se jedním ze členů skupiny Mladé Polsko. Pak přesídlil do Varšavy a věnoval se literatuře. V letech 1920-1921 byl redaktorem časopisu Nowy Przegląd Literatury i Sztuki (Nový přehled literatury a umění). Od roku 1929 byl redaktorem časopisu Pamiętnik Warszawski. V roce 1933 byl přijat do Polské literární akademie (Polska Akademia Literatury).

## Dílo
V prvních románech popisuje prostředí dekadentní bohémy a měšťácké společnosti.
Byl jedním ze spisovatelů, kteří vytvořili moderní polský historický román. Ve svých historických románech se zabýval nejčastěji osobnostmi polských dějin období osvícenství.
Vedle vlastní spisovatelské tvorby rovněž překládal: Johann Wolfgang von Goethe, Stendhal, Friedrich Nietzsche (Tak pravil Zarathustra), Henrik Ibsen (Nepřítel lidu), Knut Hamsun, Guy de Maupassant, Romain Rolland.

## Spisy
- Fachowiec (1894, Odborník) - román
- Próchno (1903, Práchnivina) – román
- Źródla i ujścia Nietzcheanizmu (1906)
- Ozimina (1911, Ozim) - román
- Żywe kamienie (1918, Živé kameny) – historický román
- Nurt (1934, Proud) – historický román
- Diogenes w kontuszu (1937, Diogenes v kroji) – historický román
- Zmierzch wodzów (1939, Soumrak vůdců) – historický román

### České překlady
- Práchnivina, překlad J. Rypáček (=Jaroslav Radimský, KDA, svazek 173 - 176, Praha : Kamilla Neumannová, 1920
- Živé kameny, překlad Jaroslav Janouch, Praha : L. Mazáč, 1937